# ماسایوکی کوجیما
ماسایوکی کوجیما (انگلیسی: Masayuki Kojima؛ زادهٔ ۱۱ مارس ۱۹۶۱) کارگردان فیلم، و پویانما اهل ژاپن است.